# Ptačí vrch (Hrazenská pahorkatina)
Ptačí vrch (německy Lichtenberg) je kopec o nadmořské výšce 562 m, který se nachází ve Starých Křečanech (části obce Brtníky a Panský) v Ústeckém kraji.

## Charakteristika
Ptačí vrch geomorfologicky náleží ke Šluknovské pahorkatině, jejímu okrsku Šenovská pahorkatina a podokrsku Hrazenská pahorkatina. Vzhledem k nadmořské výšce je 7. nejvyšším vrcholem Šluknovské pahorkatiny. Sousedí s Plešným (593 m), Hrazeným (608 m), Vlčicí (513 m) a Vlčí horou (591 m). Geologické podloží nižších částí svahů tvoří střednězrnný lužický granodiorit, hrubozrnná a také drobnozrnná rumburská žula a hrubozrnná brtnická žula, vrcholová část je pak složena z olivinického nefelinitu. Půdní pokryv tvoří převážně modální mesobazická a dystrická kambizem spolu s modálním eutrofním a suťovým rankerem. Na svazích Ptačího vrchu pramení řeka Mandava patřící k úmoří Baltského moře a také Brtnický potok, Stříbrný potok a bezejmenné přítoky Lesního potoka náležející k úmoří Severního moře. Jižní svahy jsou zčásti zemědělsky využívané, většina vrchu je však porostlá lesem, ve kterém převažuje smrk ztepilý (Picea abies).

## Galerie

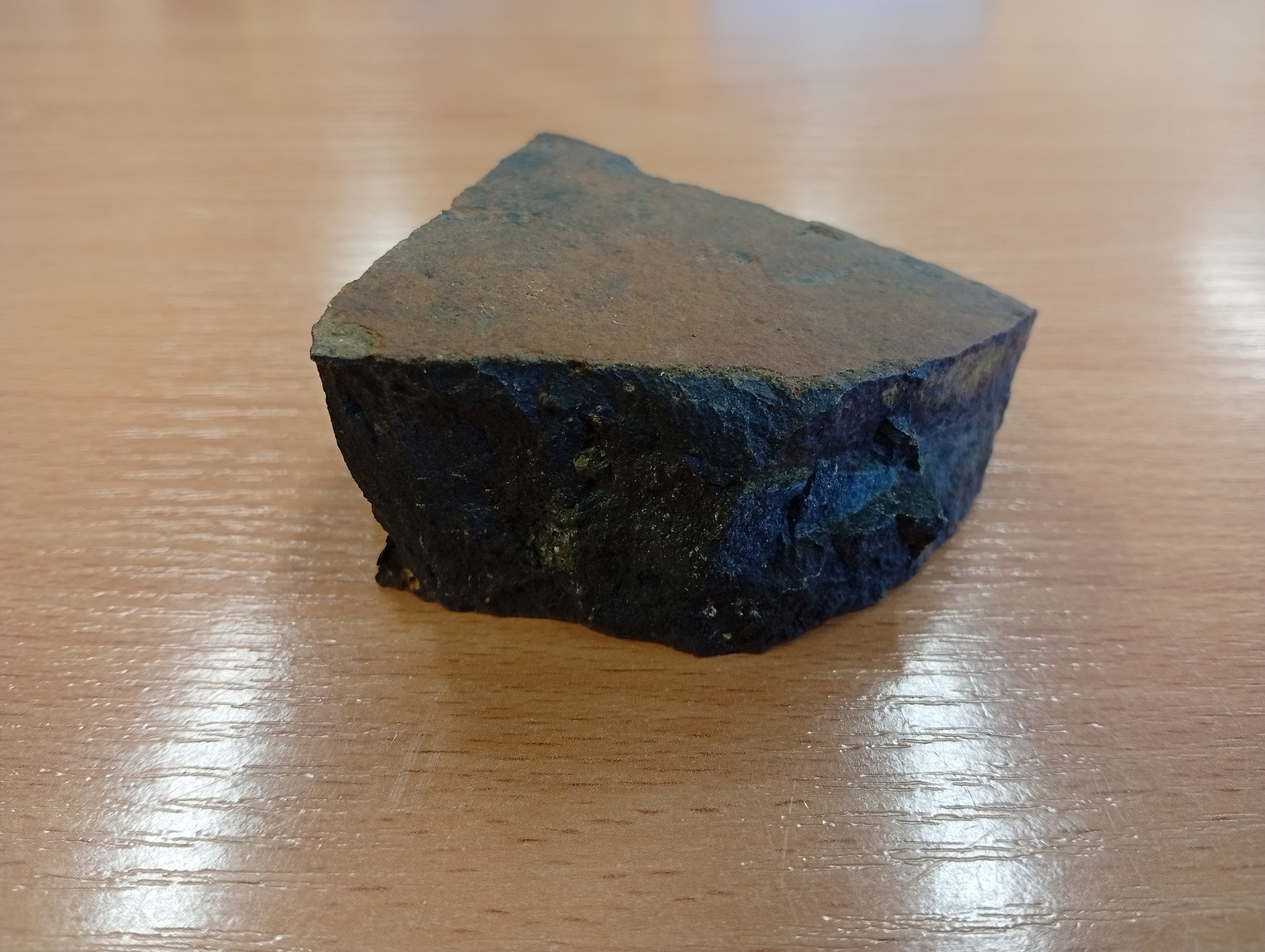
Olivinický nefelinit
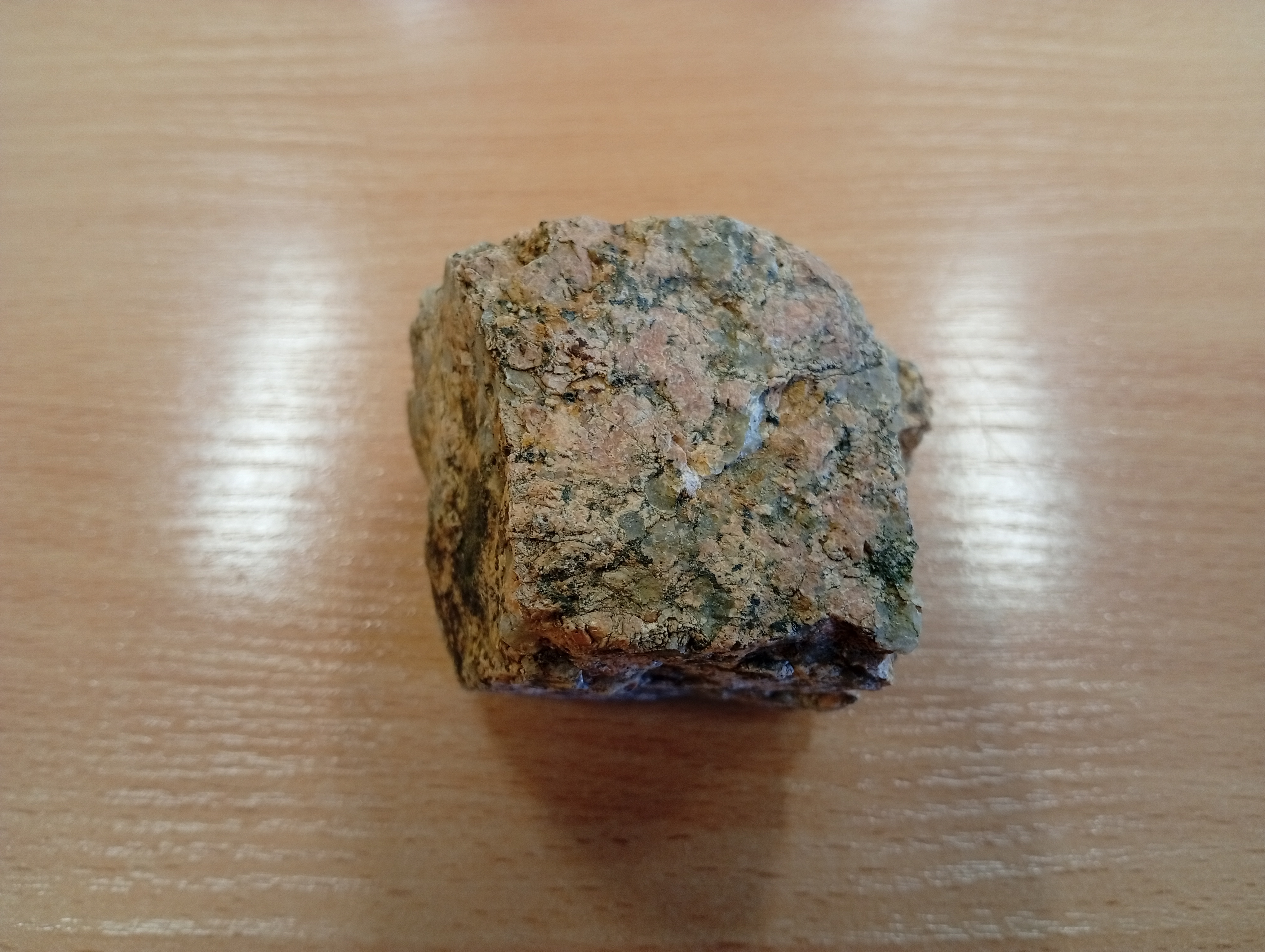
Brtnická žula
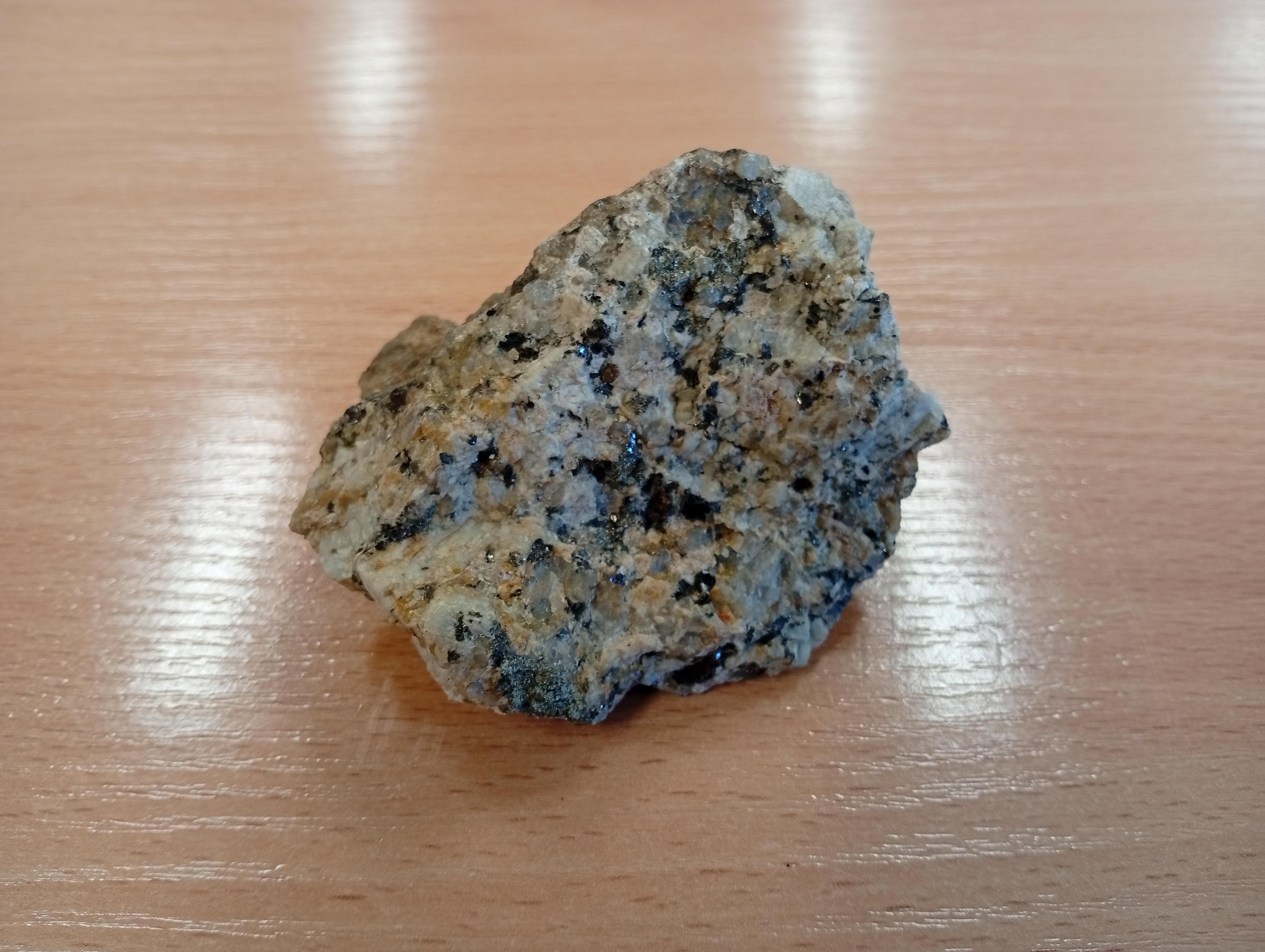
Rumburská žula hrubozrnná
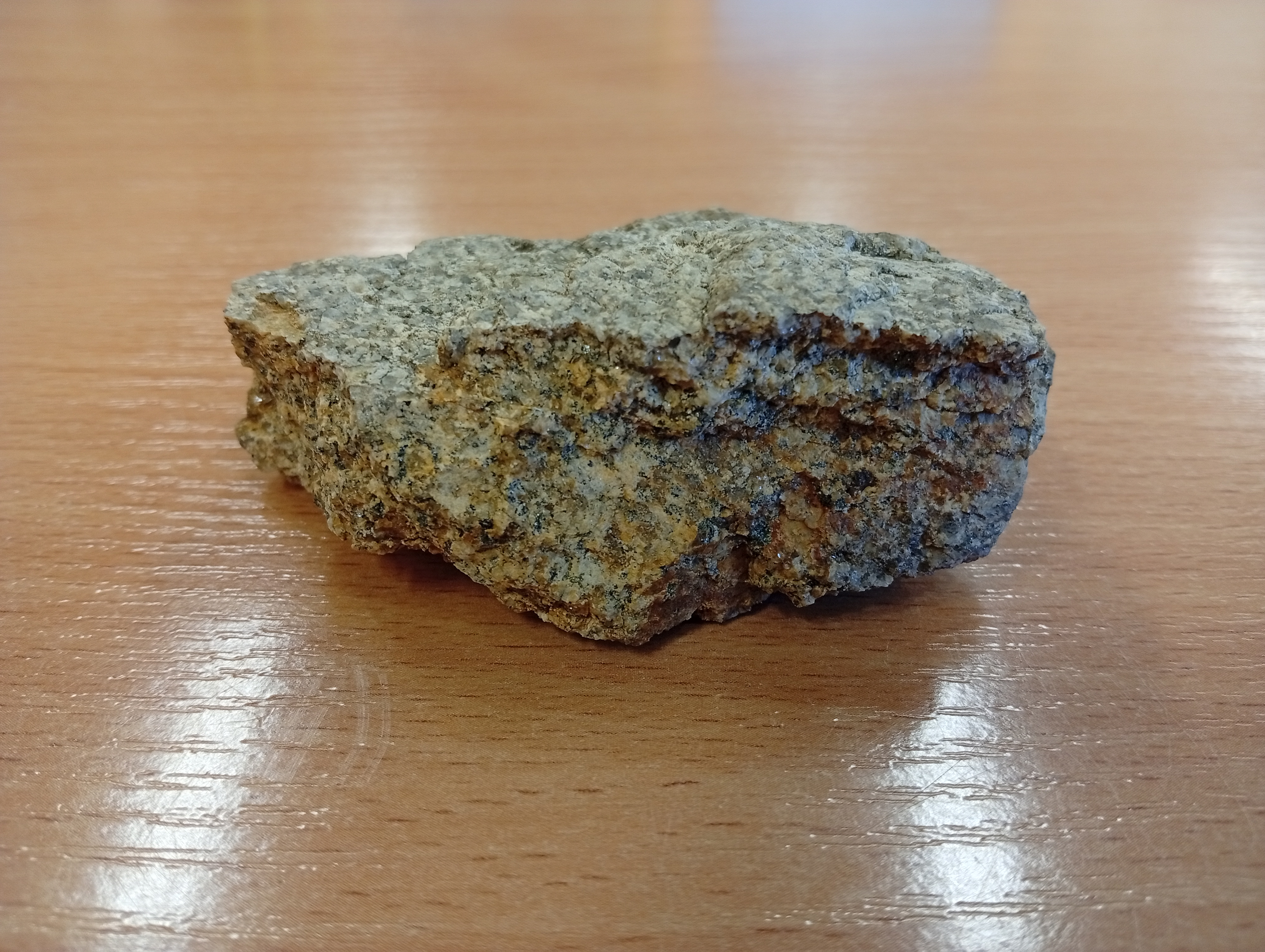
Rumburská žula drobnozrnná
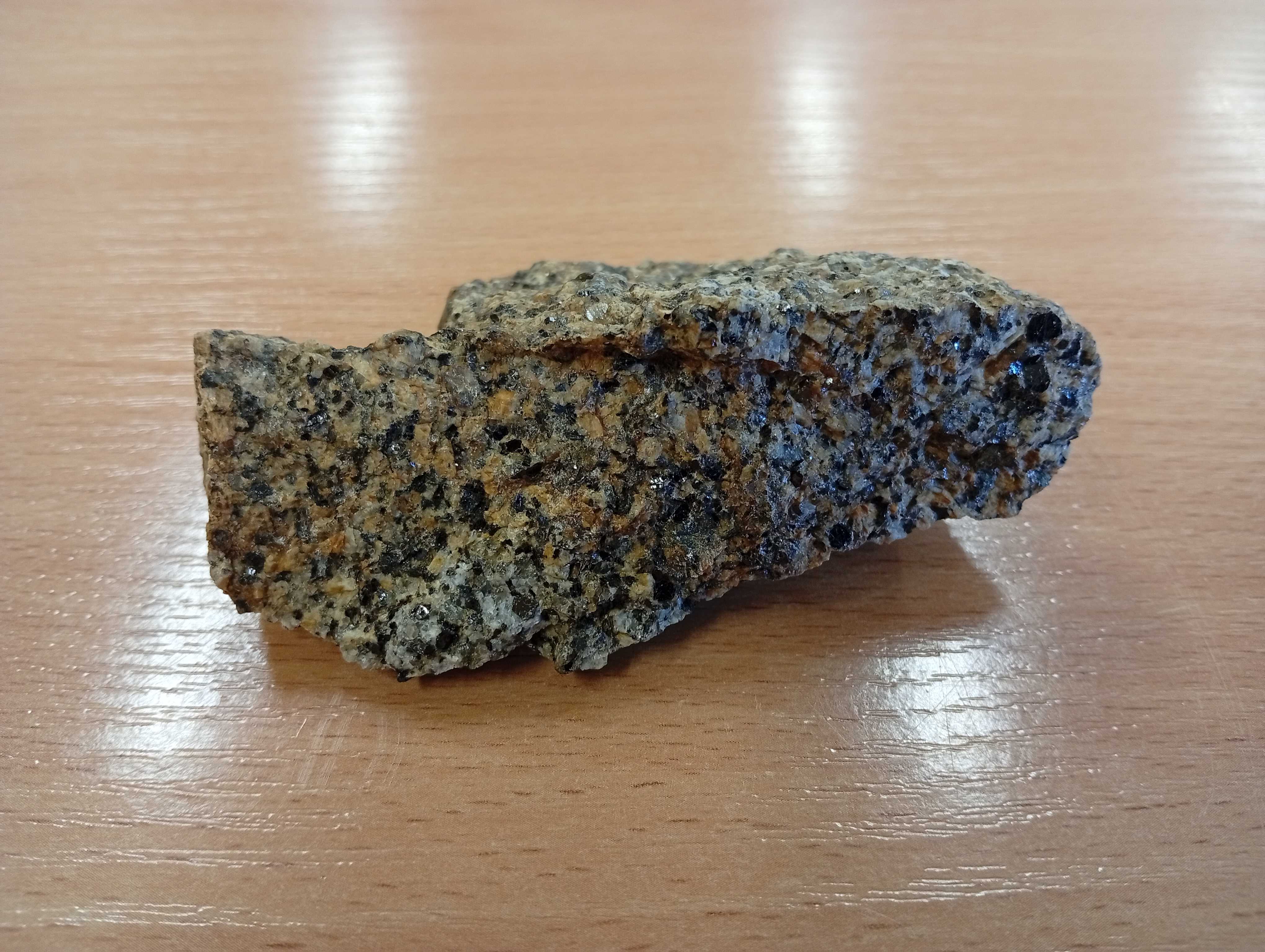
Lužický granodiorit
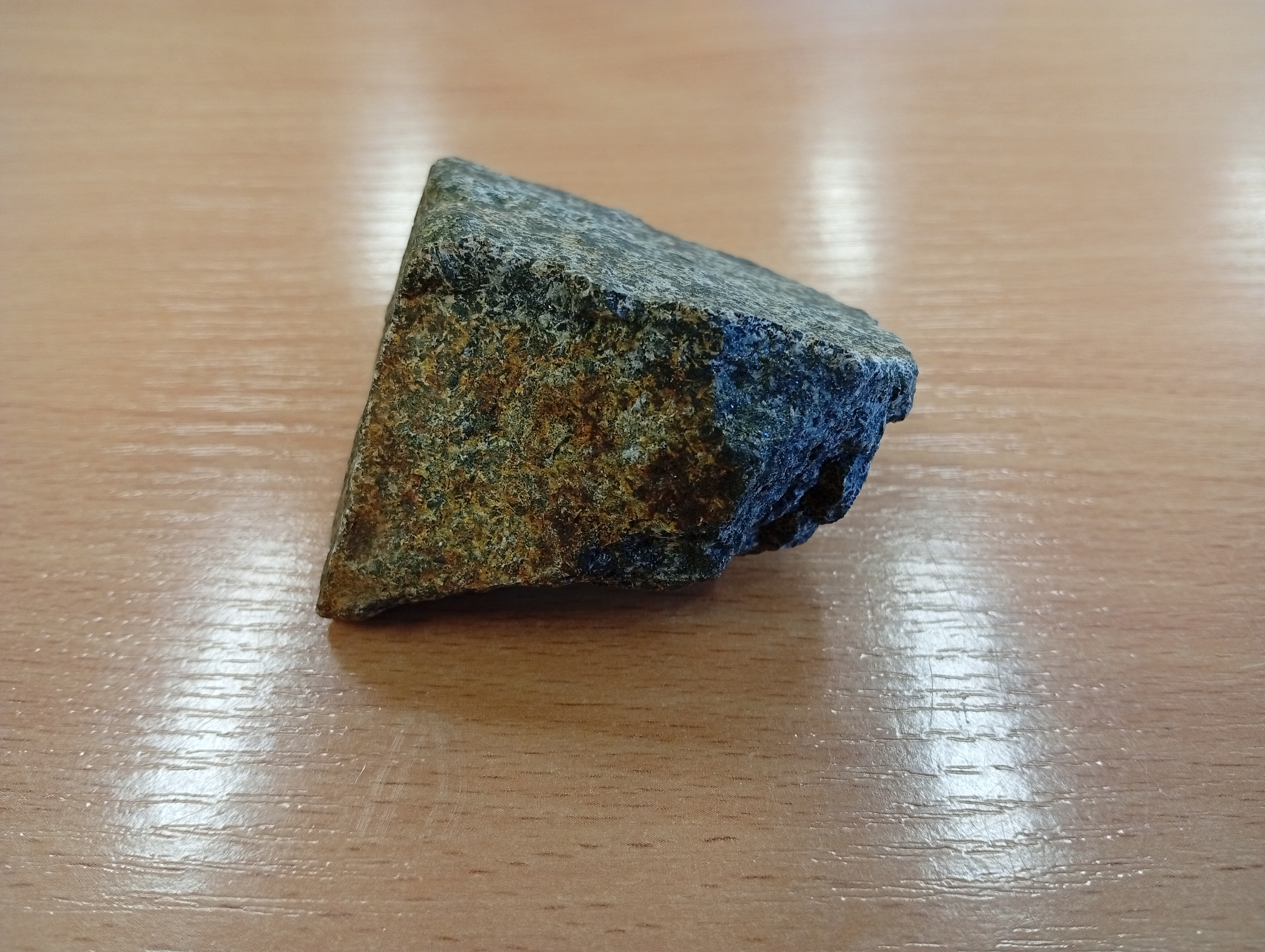
Dolerit